# 키티 엠파이어
키티 엠파이어(영어: Kitty Empire)는 영국의 작가이자 음악 비평가의 필명 현재 옵저버에서 글을 쓰고 있다.

## 어린 시절
엠파이어는 1970년 퀘벡주의 몬트리올에서 태어났으며, 1988년 영국으로 가기 전까지 캐나다, 이탈리아, 이집트 등에서 자랐다. 엠파이어는 옥스퍼드에 있는 워덤 칼리지와 테임스 밸리 대학교를 다녔고, 이후 로열 셰익스피어 컴퍼니와 런던의 바비컨 극장에서 무대의 문지기로 일하였다.

## 경력
엠파이어는 음악에 대한 글을 1995년 NME에서부터 쓰기 시작하여 총 7년 간을 몸을 담구었다. 2002년에는 옵저버로 자리를 옮겼다. 또한 엠파이어는 엘르, GQ, 라디오 4의 워먼 아워, 뉴스나이트 리뷰, 언컷, 스코츠맨 등에서 글을 기고하였다. 2008년에는 머큐리상 심사위원으로 위촉되었다. 엠파이어는 또한 5라이브, BBC 라디오 6 뮤직, BBC 2의 컬처 쇼 및 뉴스나이트 리뷰에서 활동하였다.